# Karfreitagsfürbitte für die Juden

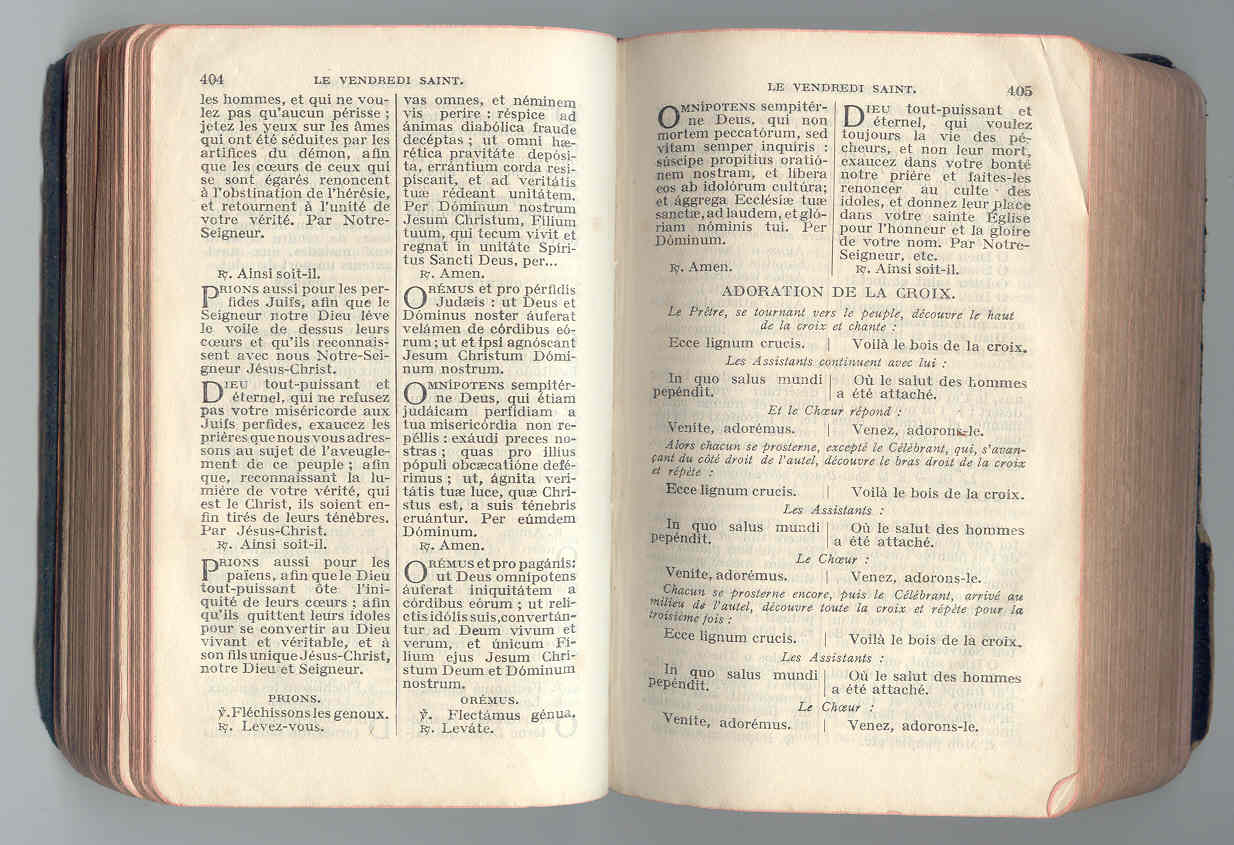
Oremus et pro perfidis Judæis im Nouveau Paroissien Romain von 1924

Die Karfreitagsfürbitte für die Juden ist eine der Großen Fürbitten in der Karfreitagsliturgie nach dem römischen Ritus, den die römischen Katholiken, Altkatholiken und manche Anglikaner verwenden. Sie entstand im 6. Jahrhundert, nannte die Juden seit 750 perfidis („treulos“), ihren Glauben iudaica perfidia („jüdische Treulosigkeit“) und bat Gott darum, den „Schleier von ihren Herzen“ wegzunehmen, ihnen die Erkenntnis Jesu Christi zu schenken und so der „Verblendung ihres Volkes“ und „Finsternis“ zu entreißen. Seit 800 erhielt sie zudem besondere Merkmale: Nur bei dieser Fürbitte sollten die Beter nicht niederknien und kein Amen sprechen. 1570 legte Papst Pius V. diese Fassung fest, die bis 1956 unverändert gültig blieb. Historikern gilt sie als Ausdruck eines christlichen Antijudaismus, der auch den Antisemitismus befördert habe.
Kritik an der traditionellen Judenfürbitte fand erst nach dem Holocaust Gehör. Seit 1956 veränderte der Vatikan sie schrittweise bis zu ihrer heute gültigen Normalfassung von 1970. Diese betont Israels Erwählung zum Gottesvolk und bittet nicht um Erkenntnis Christi, sondern um Treue der Juden zu Gottes Bund und Liebe zu seinem Namen, erkennt also das Judentum an. Seit 1984 ist auch eine lateinische Ausnahmefassung nach der Liturgie von 1962 möglich. Papst Benedikt XVI. erleichterte 2007 deren Anwendung, um katholischen Traditionalisten entgegenzukommen. 2008 formulierte er diese Fassung neu: Der Einleitungssatz bittet um Erleuchtung der Juden zur Erkenntnis Christi, „des Retters aller Menschen“. Dies rief anhaltende Proteste und Störungen im katholisch-jüdischen Dialog hervor.

## Entstehung

### Karfreitagsfürbitten
Die Urchristen richteten ihre Missionspredigten zuerst an Juden aus dem Raum des damaligen Palästina und riefen sie zur Umkehr auf, um ihnen Rettung aus dem erwarteten Endgericht zu ermöglichen (Apg 2,38 ). Eine besondere Fürbitte für sie bezeugt das Neue Testament (NT) nicht.
Nach der Trennung von Juden- und Christentum (um 100) zählten einige Kirchenväter wie Justin (Dialog mit dem Juden Tryphon, 155–160) Juden gelegentlich zu den Feinden, für die verfolgte Christen gemäß Jesu Gebot der Feindesliebe (Mt 5,45 ) und seiner eigenen Vergebungsbitte am Kreuz (Lk 23,34 ) beten sollten. Dies folgte dem Vorbild Jeremias, der die in Babylon exilierten Juden aufgerufen hatte, für das Wohl der Stadt ihrer Verbannung zu beten (Jer 29,7 ).
Seit dem Aufstieg der Kirche zur römischen Staatsreligion (ab 380) hatte die christliche Mission unter Juden kaum noch Erfolge. Nur wenige Theologen wie Hieronymus (Sermo 70, Kapitel 2) und Leo der Große (Homiliae in ps. 108) ermahnten die Christen um 400, auch die Juden als Ungläubige in ihre Gebete einzuschließen, da sie die Wurzel der Kirche seien.
Seit etwa 500 ist eine besondere Judenfürbitte in der täglichen kirchlichen Messe bekannt. Diese wurde aber nur in Spanien seit 586 in einige Messordnungen aufgenommen. Die römische, mailändische und gallikanische Liturgie des 6. Jahrhunderts kannte Fürbitten für Juden, Ketzer und Heiden nur am Karfreitag. Das Sacramentarium Gregorianum (um 592) enthielt solche Karfreitagsfürbitten. Sie waren nach dem ambrosianischen Ritus (8. Jahrhundert) für alle drei Gruppen gleich formuliert und verlangten bei allen das Niederknien.

### Perfidus/Perfidia
Das lateinische Adjektiv perfidus und das zugehörige Substantiv perfidia taucht in altkirchlichen Schriften als Gegensatz zu fides („Glaube, Vertrauen“) im Sinne von incredulitas („Unglaube“) oft auf. Es bezeichnete seit Cyprian von Karthago (De unitate, De lapsi u. a.) fast immer andere Christen als vom wahren Glauben abgefallene Schismatiker, Häretiker oder Apostaten. Nur wenige Stellen bezogen den Ausdruck auf Judenchristen, um deren Lehren als menschliche Untreue gegenüber Christus abzuwehren. Gottes endgültige Abkehr vom Israelbund wurde damit nicht ausgesagt. Perfidus ist erstmals in der Geschichte der Franken (um 592) von Bischof Gregor von Tours als Teil der Judenfürbitte belegt. Das Gebet im Sacramentarium Gelasianum (um 750) enthielt eine leicht abweichende Variante davon.

### Weglassen des Kniefalls
Um 800 fehlte erstmals in den Salzburger Kapitularien, sodann in den kirchlichen Messbüchern unter den Karolingern, bei der Fürbitte für die Juden die sonst bei allen Gebeten übliche Aufforderung an die Beter, niederzuknien. Amalarius von Metz begründete dies um 820 wie folgt:

„Bei allen Gebeten beugen wir das Knie, (…) ausgenommen, wenn wir ‚pro perfidis Judaeis‘ beten. Denn diese haben das Knie vor Christus gebeugt, dabei jedoch einen guten Brauch in sein Gegenteil verkehrt, da sie dies als Verhöhnung taten.“

Damit schrieb er den in Mt 27,29  und Mk 15,19  erwähnten höhnischen Kniefall römischer Soldaten, die Jesus vor seiner Kreuzigung geißelten und folterten, den Juden zu. Diese Begründung setzte sich in der Kirche allgemein durch, so dass der Kniefall bei der Judenfürbitte fortan überall weggelassen wurde.
Eine handschriftliche Randnote zum Sacramentarium von Saint-Vast (10. Jahrhundert) begründete den Wegfall der Kniebeuge wie folgt:

„Hic nostrum nullus debet modo flectere corpus ob populi noxam ac pariter rabiem.“

Dies übersetzte der katholische Liturg Louis Molien 1924 so:

„Hier soll keiner von uns [Priestern] sich verneigen, wegen der Angst, die der Zorn des christlichen Volkes seinen Priestern einflößte.“

Demnach habe der Judenhass der Christen den Klerus gezwungen, die Kniebeuge wegzulassen. Viele Kommentatoren folgten dieser Deutung, weil sie die Kirche von ihrer Verantwortung für den Antijudaismus entlastete. Der Kirchenhistoriker Jules Isaac betonte dagegen 1956, dass noxa im mittelalterlichen Latein nie Zorn oder Hass, sondern immer „Sünde“ oder „(Ur-)Schuld“ bedeutete. Der Satz sei daher nur mit „…wegen der Sünde des Volkes und wegen seines Zornes“ zu übersetzen, beziehe sich also auf Juden, nicht auf Christen. Die Kirche selbst habe den Wegfall der Kniebeuge eingeführt, um ihren Antijudaismus in der christlichen Bevölkerung zu verbreiten und zu verankern.

### Liturgischer Kontext
Im Mittelalter entstand die dreiteilige Feier vom Leiden und Sterben Christi am Karfreitagsnachmittag, bestehend aus Lesungen, Kreuzverehrung und Kommunion. Die Fürbitten schlossen den ersten Teil ab, der mit zwei Lesungen aus dem Alten Testament begann. Gelesen wurde meist Hos 6,1–6 , das Gottes Treue zu Israel dessen Untreue im Bild der ehebrüchigen Frau gegenüberstellt, und Ps 140 , der von bösen, gewalttätigen und hinterhältigen Fallenstellern mit vergifteter Zunge redet. Ursprünglich ein Psalm für zu Unrecht verfolgte Juden, bezogen Christen ihn auf eine angebliche Verfolgung Jesu durch alle Juden: Denn darauf folgten in verteilten Rollen gelesene Passagen aus dem Johannesevangelium, das „die Juden“ kollektiv zu Gegnern Jesu erklärt. Den Fürbitten folgten Klagegesänge – seit 1474 Improperien genannt –, in denen verschiedene Bibelzitate kombiniert und Jesus in den Mund gelegt wurden. Darin beklagt er sich über die Untreue seines Volkes und macht es für seinen Tod verantwortlich.

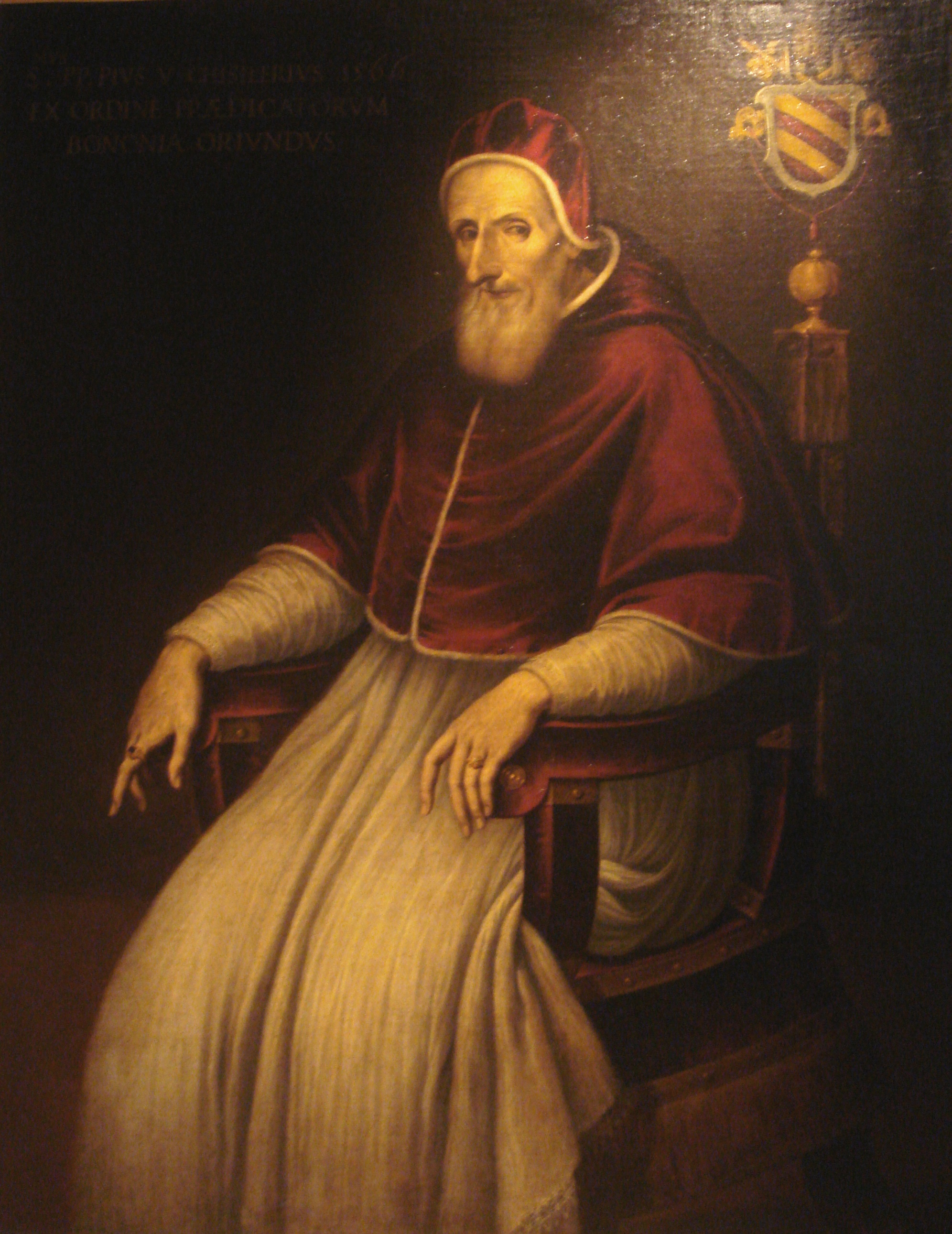
Papst Pius V., zeitgenössische Darstellung

Durch diesen antijudaistischen Kontext der Judenfürbitte nahm perfidus wirkungsgeschichtlich das Bedeutungsfeld von perfide an: „arglistig, bösartig, gemein, heimtückisch, hinterhältig, hinterlistig, niederträchtig, ruchlos, schändlich, schmählich, teuflisch, verschlagen, verdorben“ und ähnliches. Diese Konnotationen drangen in die späteren landessprachlichen Übersetzungen der Judenfürbitte ein.

## Römisch-katholische Entwicklung

### Tridentinische Fassung (1570)
Das von Pius V. 1570 autorisierte Missale Romanum stellte die Judenfürbitte an die achte Stelle zwischen die Fürbitten für die Häretiker und die Heiden. Sie begann wie folgt:

„Oremus et pro perfidis Judaeis: ut Deus et Dominus noster auferat velamen de cordibus eorum; ut et ipsi agnoscant Jesum Christum Dominum nostrum.“

Neben dem Verb agnoscere („anerkennen“) ist auch cognoscere („erkennen“) an dieser Stelle belegt. Der Priester wurde mit der seit Amalarius von Metz üblichen Begründung angewiesen, nicht niederzuknien, sondern ohne Schweigepause stehend fortzufahren und die Oration nicht mit „Amen“ abzuschließen. Sie lautete:

„Omnipotens sempiterne Deus, qui etiam judaicam perfidiam a tua misericordia non repellis, exaudi preces nostras, quas pro illius populi obcaecatione deferimus; ut, agnita veritatis tuae luce, quae Christus est, a suis tenebris eruantur. Per eundem Dominum nostrum.“

Diese festgelegte Fassung unterschied sich nur unwesentlich von der des Sacramentarium Gelasianum. Sie blieb bis 1955 verbindlich und unverändert. Laut Giuseppe M. Croce sollen einige katholische Bischöfe der Toskana die Judenfürbitte um 1800 unter den Großen Fürbitten weggelassen haben, ohne dies aber für die Gesamtkirche zu verlangen.

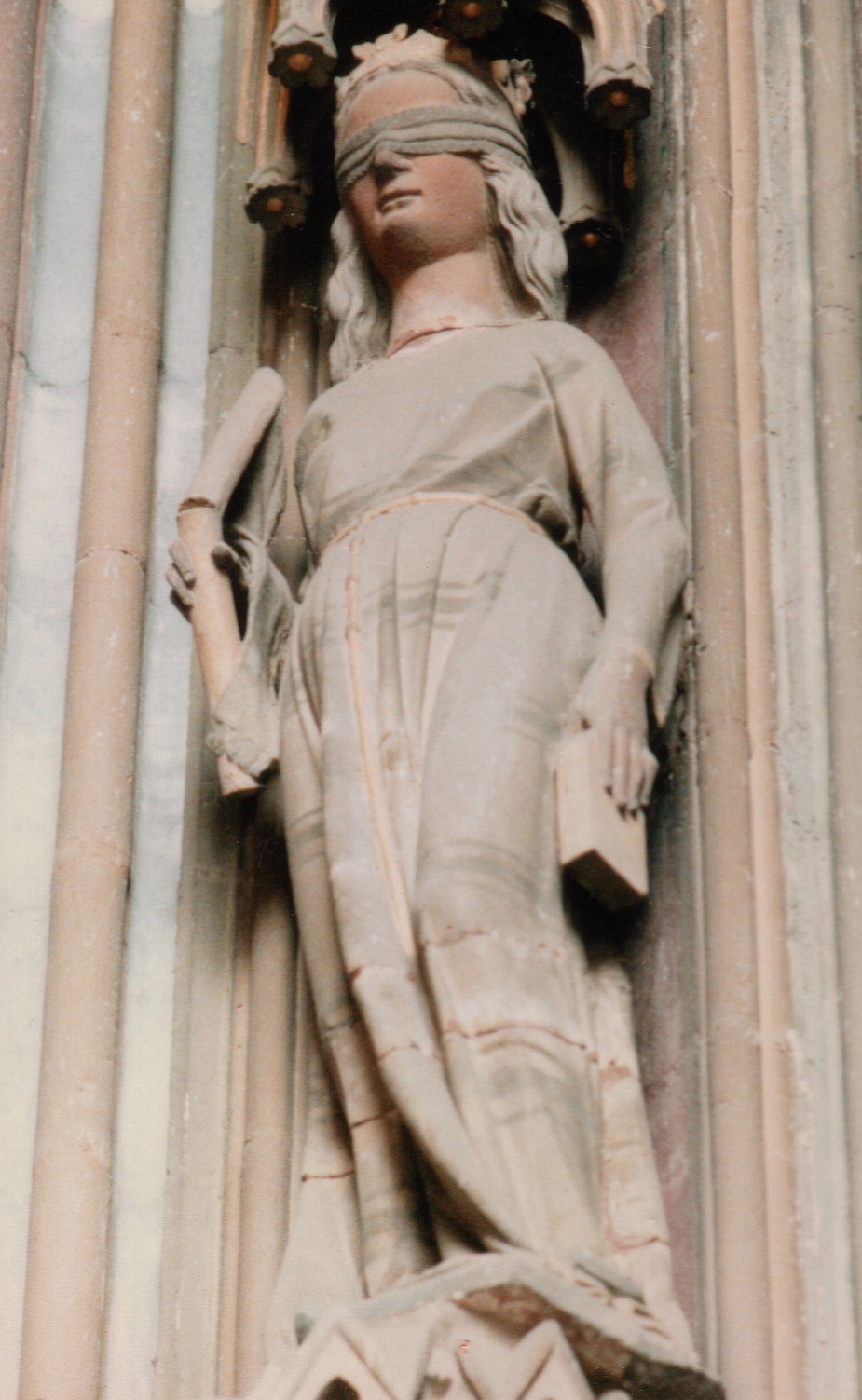
„Die Synagoge“ als Frauengestalt mit zerbrochener Torarolle und verbundenen Augen; Skulptur am Freiburger Münster

### Deutsche Übersetzung (1884)
Im 19. Jahrhundert erlaubte der Vatikan zweisprachige Volksmessbücher, um das Mitbeten in der jeweiligen Landessprache zu ermöglichen. Die deutsche Übersetzung der kirchenamtlichen Ausgabe von Anselm Schott von 1884 lautet:

„Lasset uns auch beten für die treulosen Juden, daß Gott, unser Herr, wegnehme den Schleier von ihren Herzen, auf daß auch sie erkennen unsern Herrn Jesus Christus.“

Die Anweisung an den Vorbeter wurde wie folgt übersetzt:

„Hier unterläßt der Diakon die Aufforderung zur Kniebeugung, um nicht das Andenken an die Schmach zu erneuern, mit der die Juden um diese Stunde den Heiland durch Kniebeugungen verhöhnten.“

Darauf folgt der Wortlaut des eigentlichen Gebets:

„Allmächtiger, ewiger Gott, der du sogar die treulosen Juden von deiner Erbarmung nicht ausschließest, erhöre unser Flehen, das wir ob jenes Volkes Verblendung dir darbringen: auf daß es das Licht deiner Wahrheit, welche Christus ist, erkenne und seinen Finsternissen entrissen werde. Durch Christus unsern Herrn. Amen.“

### Erster Reformvorstoß (1928)
Am 2. Februar 1925 bat die niederländische jüdische Konvertitin Franziska van Leer den mit ihr befreundeten Kardinal Wilhelmus Marinus van Rossum erfolglos darum, sich im Vatikan für eine Änderung der Judenfürbitte einzusetzen. Auf ihre Initiative hin gründete sich 1926 die katholische Klerikergruppe Amici Israel („Freunde Israels“, das hieß aller Juden), der 1928 etwa 3000 Priester, 287 Bischöfe und 19 Kardinäle, darunter drei hohe Vertreter der Kurie, angehörten. Ausgehend von dem Glaubenssatz, Christus sei „der Erstgeborene, die Wahrheit und das Haupt Israels“ als des ersterwählten Gottesvolks, setzten sie sich für Versöhnung zwischen Katholizismus und Judentum ein, um die Judenmission zu erleichtern. Deshalb wiesen sie die traditionellen antijudaistischen Legenden vom Gottesmord, Ritualmorden und Hostienschändungen zurück und wollten antijüdische Elemente der katholischen Liturgie beseitigen.
Am 2. Januar 1928 reichte der Vorsitzende Benedikt Gariador (1859–1936) eine schriftliche Eingabe bei Papst Pius XI. ein, die um Entfernung oder Ersetzung der Ausdrücke perfidis/perfidia und Zulassung des Kniefalls in der Judenfürbitte bat. Das wahrscheinlich von Laetus Himmelreich, der später in der Zeit des Nationalsozialismus im KZ Dachau inhaftiert war und das überlebte, und von Anton van Asseldonk verfasste Dokument wurde in den 2003 freigegebenen Vatikanarchiven wiederentdeckt und argumentierte wie folgt:
- Historisch hätten die Christen sehr früh für die Umkehr der Juden zu Christus, nicht für ihre Bekehrung zum Christentum gebetet.
- Der Ausdruck perfidus sei ursprünglich nur auf konkrete Gesetzesverstöße bestimmter Juden bezogen, erst später als „völlige Verderbtheit“ verstanden und damit zur unveränderlichen Charaktereigenschaft aller Juden umgedeutet worden.
- Der angebliche höhnische jüdische Kniefall vor Jesus sei im NT unbelegt und eine später hinzugefügte Fiktion.
- Das Gebet werde heute als Argument für einen Antisemitismus missbraucht, den die katholische Kirche selbst sogar in ihren Gottesdiensten propagiere.
- Daher solle man perfidiam Judaicam durch plebem Judaicam (das „jüdische Volk“) ersetzen, wie es in einer Handschrift des Manuale Ambrosianum aus dem 11. Jahrhundert bereits einmal der Fall gewesen sei.

Die zuständige Liturgiekommission der Ritenkongregation im Vatikan beauftragte den Benediktinerabt Alfredo Ildefonso Schuster, einen Spezialisten für alte Liturgie, mit der Begutachtung der Vorschläge. Er sprach sich vorbehaltlos für ihre Umsetzung aus und bezeichnete das Weglassen des Kniefalls als biblisch nicht zu rechtfertigenden „abergläubischen Brauch“. Daraufhin empfahl die Kongregation die Annahme der erbetenen Änderungen und legte ihre Stellungnahme dem Heiligen Offizium zur Überprüfung vor. Dieses konsultierte zunächst den Dominikaner Marco Sales, der als dem Papst nahestehender Hoftheologe galt und die traditionsorientierte katholische Dogmatik vertrat. Dieser gestand zunächst zu, dass vom Standpunkt des Glaubens und der Lehre aus grundsätzlich nichts gegen die vorgeschlagenen liturgischen Änderungen einzuwenden sei. Mit Blick auf die katholische Tradition seien sie jedoch unangebracht und nicht nützlich:
- Alle kritisierten Teile der Judenfürbitte, auch das Weglassen des Kniefalls und des Amen, seien schon in der Alten Kirche aufgekommen. Als „altehrwürdige, bis in die Antike zurückreichende heilige Liturgie“ entzögen sie sich jeder Reformierbarkeit.
- Würde man einem Privatverein solche Eingriffe in diese Tradition zubilligen, käme man zu keinem Ende und könne ebenso gut die Streichung anstößiger Passagen im apostolischen Credo, der Improperien und der Fluchpsalmen aus der Liturgie erlauben. Diese enthielten für Juden wesentlich härtere Formulierungen.
- Perfidus bedeute immer schon einen Wort- und Vertragsbruch: Genau dies werfe Gott selbst den Juden in der Bibel vor. Dazu verwies Sales auf Dtn 31,16.20.27; Ps 78,57; 2Kön 17,15 und Apg 7,51.
- So wie Gott nur mit den Juden einen Bund geschlossen habe, hätten auch nur diese diesen Bund gebrochen und setzten dieses ständig fort: Darum sei der Ausdruck perfidus für sie, nicht für die Heiden, angemessen.
- Niemand könne Pius V., den Autor des Missale Romanum, des Antisemitismus bezichtigen, da er sich immer für die Juden eingesetzt habe.
- Diese hätten laut Mt 27,25 selber die Verantwortung für die Kreuzigung Christi übernommen.

Darum gebe es keinen plausiblen Grund, den Vorschlag der Amici Israel anzunehmen: Nihil esse innovandum („Nichts ist zu erneuern“).

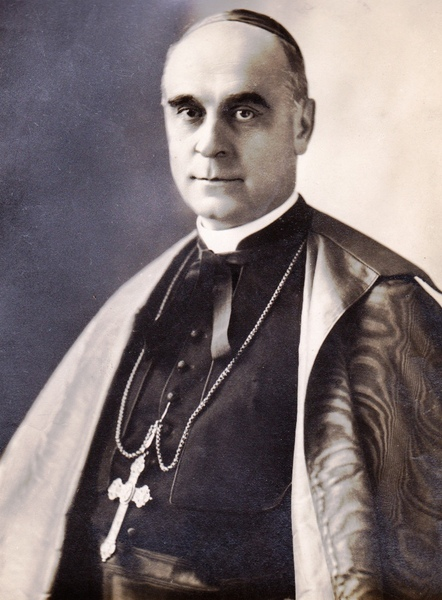
Rafael Merry del Val (Aufnahme um 1914)

Rafael Merry del Val, der als Vertreter des Antimodernismus zum Sekretär des Offiziums ernannt worden war, schloss sich diesem Gutachten an. Er war im Vorjahr selbst Mitglied der Amici geworden, da er sie für einen frommen katholischen Verein hielt, der möglichst viele Juden durch die Kraft des Gebets zu Christus und der katholischen Kirche bekehren wolle. So erhielt er ihre Einladung zur Jahresversammlung nach Rom für den Februar 1928. Dadurch erfuhr er, dass die Amici nicht nur betend Judenmission treiben, sondern die Reform der Karfreitagsbitte und den Zionismus öffentlich diskutieren und dafür werben wollten. Daraufhin leitete er sofort eine Untersuchung des Amici-Programms Pax super Israel ein, um es verbieten zu lassen. Um das Indizierungsverfahren abzukürzen, stellte er selbst die Anzeige, die sonst nur von außen zulässig war, und forderte ein päpstliches Dekret, um das sonst erforderliche Gutachten und dessen doppelte Prüfung durch Konsultatoren und Kardinäle zu umgehen. Mithilfe des Papstes wollte er den Amici die Rechtgläubigkeit aberkennen und ihre Reformziele blockieren.
In geheimen Beratungen formulierten del Val und Pius XI. ein am 14. März 1928 veröffentlichtes Dekret, das den Rasse-Antisemitismus als unchristlich verurteilte, aber zugleich von einem christlichen Antijudaismus unterschied, um diesen zu legitimieren. Die Gruppe Amici Israel wurde verboten und ihre Leiter durch Vorladungen und Verhöre genötigt, ihre Anschauungen vollständig zu widerrufen. Diese Hintergründe des Dekrets wurden 2004 durch Einsicht in bis dahin verschlossene Vatikanarchive bekannt.

### Andere Übersetzungen (1948)
Nachdem der Vatikan die Streichung judenfeindlicher Aussagen in der Bitte abgelehnt hatte, versuchten katholische Theologen, die negativen Nebenbedeutungen des lateinischen Textes durch andere Übersetzungen zu mildern. Der Kirchenhistoriker Erik Peterson, der 1930 Katholik geworden war, beschrieb 1936 die Sinnverschiebung von perfidus seit der Alten Kirche, das seit dem Hochmittelalter eine pauschale Abwertung beinhalte. Er schlug vor, es mit „irrgläubig“ oder „ungläubig“, iudaicam perfidiam mit „die sich dem Glauben verschließen“ zu übersetzen. Der Schweizer Theologe Charles Journet schloss sich Peterson 1937 an: Das lateinische perfidus sei nicht mit dem französischen perfide, sondern mit infidèle (ungläubig) richtig zu übersetzen. Denn auch die Heiden seien Ungläubige und ebenso wie die Juden für den „Gottesmord“ verantwortlich. Auch der fehlende Kniefall sei exegetisch unhaltbar.
Beide Vorstöße blieben auf die Judenfürbitte begrenzt und ergebnislos. So deuteten Kommentare zu deutschen Messbüchern von 1930 die Psalmlesung davor als „Klage Christi über den Verrat des Judas und die Bosheit der Juden“, ohne damit auf theologischen Widerspruch zu stoßen. Zwar übersetzten die Benediktiner der Erzabtei Beuron perfidus für ihre deutsche Ausgabe des Messbuchs von 1937 mit Erlaubnis des Freiburger Erzbischofs Conrad Gröber mit „ungläubig“. Doch dies blieb damals einmalig; alle übrigen zweisprachigen Volksmessbücher in Europa übersetzten perfidus wie zuvor mit Ausdrücken im Sinne von „treulos“.
Erst nach dem Holocaust und Kriegsende 1945 wurde die Übersetzung der Judenfürbitte auch in Rom diskutiert und Petersons Forschungsergebnis für die Bedeutung von perfidis mit „glaubenslos“ vor 500 bestätigt. In ihrer Erklärung Acta Apostolicae Sedis vom 16. August 1948 räumte die Ritenkongregation ein, dass perfidus vielfach mit für Juden verletzenden Ausdrücken übersetzt worden sei. Sie erlaubte, ihn im Sinne von infidelis, also mit „ungläubig“ zu übersetzen.
Doch die meisten Messbuchausgaben behielten die alte Übersetzung bei. Jules Isaac und andere katholische Autoren befürworteten die ersatzlose Streichung von perfidus/perfidia, da die etymologische Erklärung die abwertende und verächtliche Bedeutung des Ausdrucks in der lateinischen Kirchensprache nicht beseitigen könne.

### Einführung des Kniefalls (1956)
Die Reform der Karwochenliturgie unter Papst Pius XII. diente dazu, die Liturgie der Karwoche der altkirchlichen Tradition anzugleichen. Das Dekret Maxima redemptionis nostrae mysteria der Ritenkongregation vom 16. November 1955 führte Überschriften für alle neun Fürbitten ein, die ihren Zweck angaben. Die Judenfürbitte wurde mit Pro conversione Judaeorum („Für die Bekehrung der Juden“) überschrieben, die folgende Heidenfürbitte mit Pro conversione Infidelium („Für die Bekehrung der Ungläubigen“). Dies bekräftigte die katholische Missionsabsicht gegenüber beiden Gruppen. Zugleich führte das Dekret auch bei der Judenfürbitte den Kniefall, die Schweigepause und das gemeinsame Amen ein. Ab 1956 war diese Version in der römisch-katholischen Kirche verbindlich.

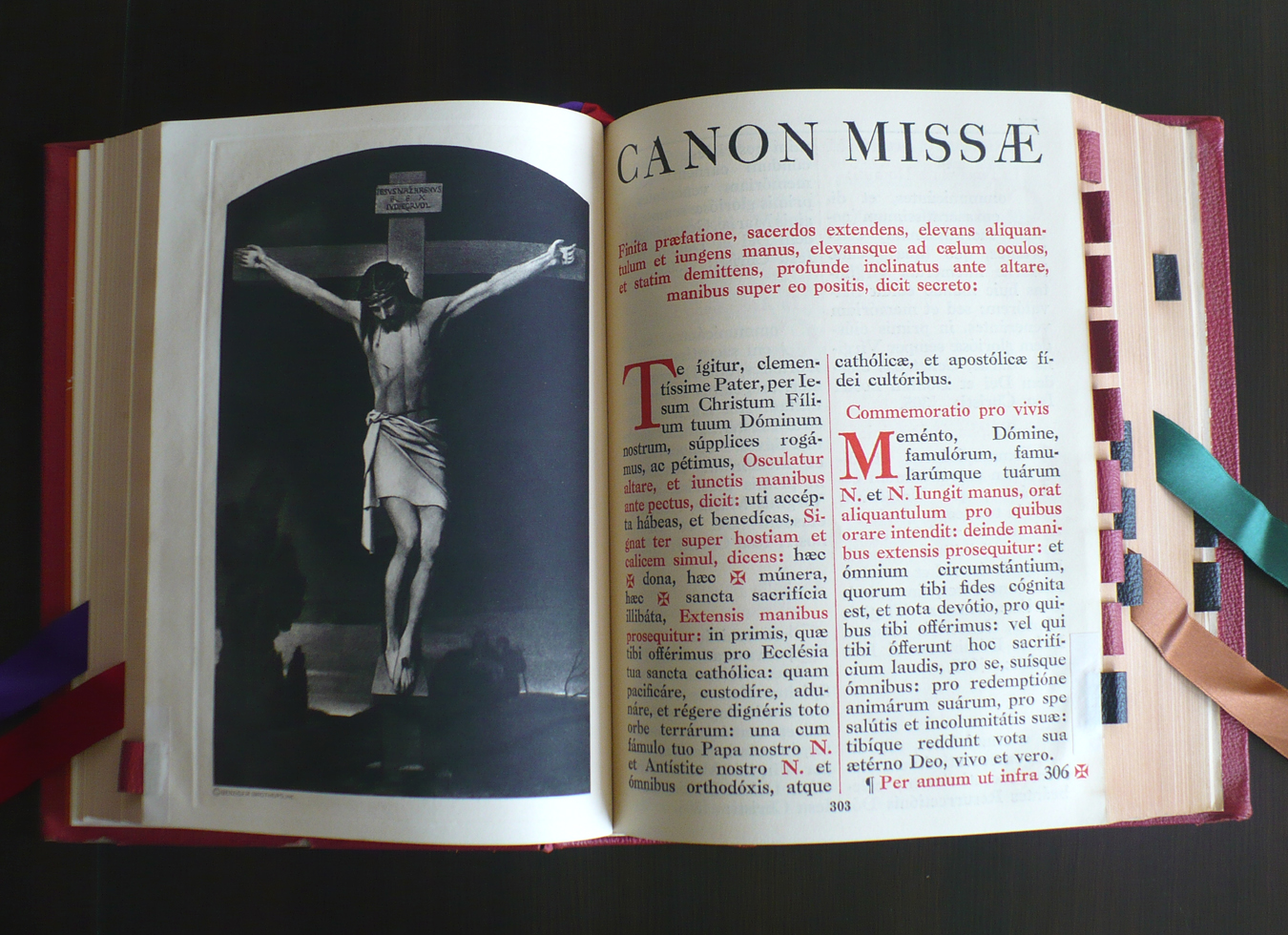
Missale Romanum von 1962

### Weglassung vonperfidus/perfidia(1960)
Mit Johannes XXIII. ergaben sich neue Ansätze zur Reform der Judenfürbitte. Angelo Giuseppe Roncalli hatte als apostolischer Gesandter in Ungarn 1940 bis 1944 zehntausenden von den Nationalsozialisten und ihren Helfern verfolgten ungarischen, slowakischen und bulgarischen Juden zur Flucht verholfen. Am Tag seiner Wahl zum Papst, dem 28. Oktober 1958, hatte Anton van Asseldonk ihm geschrieben und ihn möglicherweise an die früheren Reformvorschläge der Amici Israel erinnert; der Brief ist bisher unveröffentlicht.
Ohne vorher eine Reformabsicht zu bekunden, ließ dieser Papst bei seinem Karfreitagsgebet am 18. März 1959 im Petersdom die Worte perfidis und judaicam perfidiam weg und beugte gemäß der Version von 1956 die Knie. Am 19. Mai 1959 entschied die Ritenkongregation, künftig die beiden Worte wegzulassen und Iudaeos zwischen qui und etiam in die Oration einzufügen. Diese Version ordnete ein Dekret am 7. Juli 1959 allen Diözesanbischöfen über die Nuntiaturen ab dem Folgejahr an. Sie wurde in die Ausgabe des Missale Romanum von 1962 übernommen. Damit folgte der Vatikan nach über 30 Jahren fast wörtlich den Vorschlägen der Amici Israel, denen diese 1928 hatten abschwören müssen.
Am Karfreitag 1962 betete ein Kardinal in Santa Croce in Gerusalemme (Rom) die Judenfürbitte nach der überholten Fassung von 1956. Daraufhin unterbrach der anwesende Papst ihn und forderte ihn auf, das Gebet nochmals nach der neuen Form von 1960 zu sprechen. Unverändert blieben jedoch die Überschrift und die Aussagen, die Juden seien in einer „Verblendung“ und müssten „ihrer Finsternis entrissen“ werden.

### Neufassung I (1965)
Das Zweite Vatikanische Konzil wurde von Johannes XXIII. geplant und eingeleitet. Er beabsichtigte über die Reformvorhaben seiner Vorgänger und der ehemaligen Amici Israel hinaus eine grundlegende Erneuerung der Theologie und Beziehungen zum Judentum. So hatte Asseldonk im April 1959 ihn brieflich gebeten, das Konzil zu nutzen, um die „geistliche Verantwortung“ der Juden, „insbesondere gegenüber Jesus Christus, wiederzuerwecken.“ Die erwünschte päpstliche Zuwendung sollte also die Judenmission fördern. Doch diese traditionelle Missionsabsicht erschien im Vatikan wegen des Holocausts nun nicht mehr fortsetzbar.
Das Konzil beschloss am 4. Dezember 1963 die „Konstitution über die Heilige Liturgie“, die unter anderem Gemeindebeteiligung, stärkere Betonung des biblischen Wortes Gottes, Einfachheit, Muttersprache und Berücksichtigung der Eigenheiten der Völker verlangte. Damit wurden Impulse der Reformation aufgegriffen und die „über die Jahrhunderte in der westlichen Liturgie verlorengegangene Fürbitte der Gemeinde“, verstanden als „Ausdruck des allgemeinen priesterlichen Amtes aller Menschen“, „mit Nachdruck wieder eingeführt.“

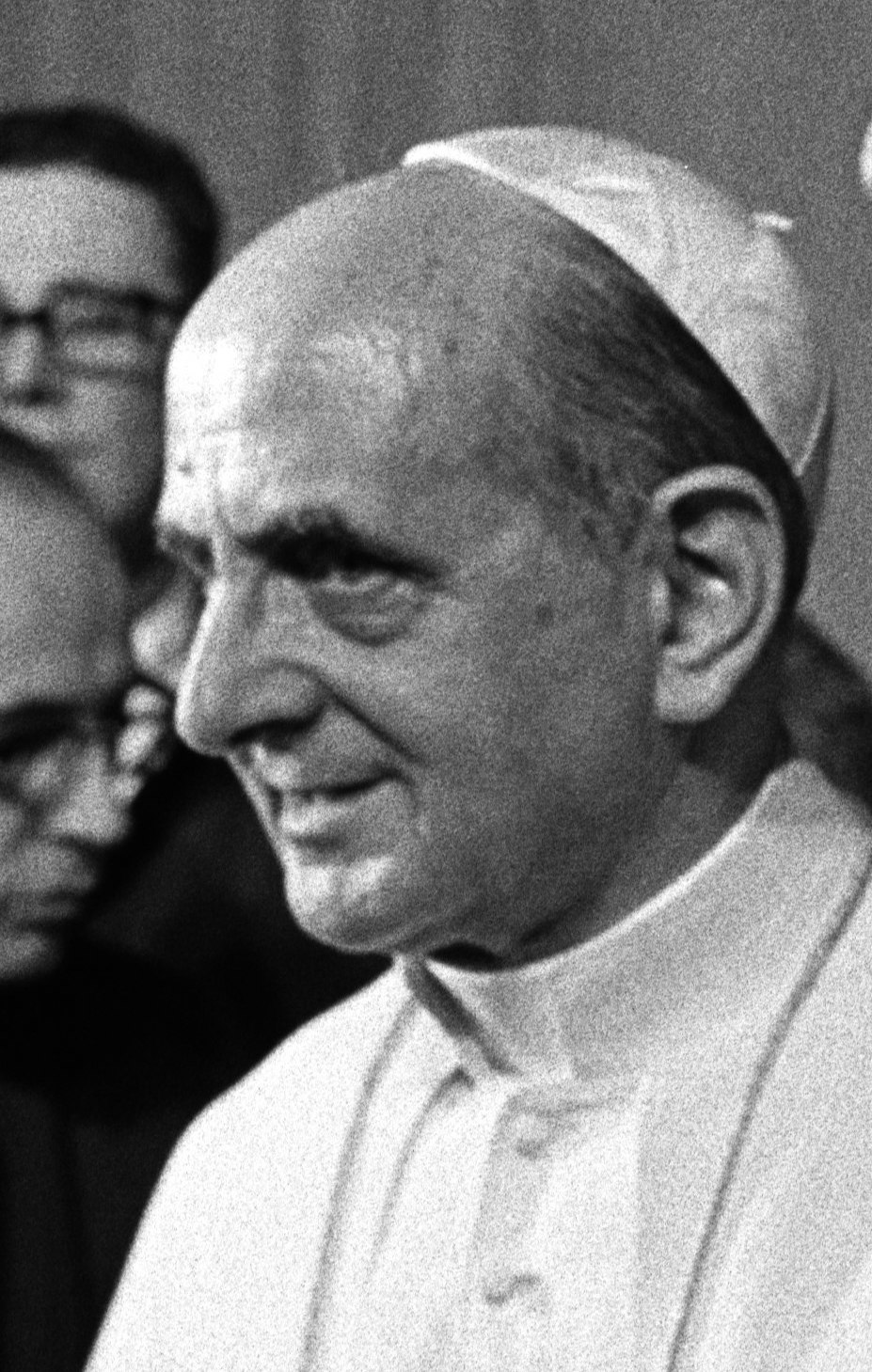
Paul VI. 1967

Im Zuge dieser Liturgiereform und infolge der theologischen Akzente von Lumen gentium (21. November 1964) veranlasste Papst Paul VI. die Straffung der großen Fürbitten und Änderung ihres Wortlauts. Das Dekret der Ritenkongregation vom 7. März 1965 änderte drei von ihnen. Das Gebet für die Juden wurde nun mit Pro Iudaeis („Für die Juden“) betitelt und lautete:

„Oremus et pro Iudaeis; ut Deus et Dominus noster faciem suam super eos illuminare dignetur; ut et ipsi agnoscant omnium Redemptorem, Iesum Christum Dominum nostrum.
[Oremus. Flectamus genua. – Levate.]
Omnipotens sempiterne Deus, qui promissiones tuas Abrahae et semini eius contulisti: Ecclesiae tuae preces clementer exaudi; ut populus acquisitionis antiquae ad Redemptionis mereatur plenitudinem pervenire. Per Dominum nostrum. [Omnes: R.] Amen.“

„Lasset uns auch beten für die Juden. Unser Gott und Herr lasse über sie leuchten sein Angesicht, damit auch sie erkennen den Erlöser aller Menschen, unsern Herrn Jesus Christus.
[Lasset uns beten. Beuget die Knie. – Erhebet euch.]
Allmächtiger ewiger Gott, dem Abraham und seiner Nachkommenschaft hast du deine Verheißungen gegeben; erhöre in Güte die Bitten deiner Kirche; und jenes Volk, das du in alter Zeit angenommen als eigen, lass gelangen zur Fülle des Heils: Durch unsern Herrn. [Alle antworten:] Amen.“

Damit wurde erstmals Gottes Bund mit Abraham, dem Stammvater aller Juden, zum Segen aller Völker (Gen 12,3) als gültige Basis der Heilshoffnung Israels anerkannt. Damit wurde die Substitutionstheologie, die von einer Verblendung, Verstocktheit und Verwerfung des Judentums ausging, aufgegeben und die positive gesamtbiblische Alternative dazu betont. Der erste Satz ist an den Aaronitischen Segen angelehnt, eins der ältesten jüdischen Gebete, das schon das Urchristentum übernommen hatte.

### Neufassung II (1970)
Mit der am 28. Oktober 1965 approbierten Erklärung Nostra Aetate erkannte die römisch-katholische Kirche Gottes Bund mit allen Juden und Israels Bibel, das Alte Testament, als weitergeltende Wurzel und Nahrung der Kirche an. Darum wies sie die Substitutionstheologie, die Gottesmordtheorie und jeden Antisemitismus zurück. Alle sollten dafür sorgen, dass im Gottesdienst nichts gelehrt werde, „das mit der evangelischen Wahrheit und dem Geiste Christi nicht im Einklang steht.“ Daraufhin wurden die Gebetstexte der Heiligen Woche nochmals überarbeitet. Ein Vorentwurf betonte stärker als zuvor, dass die Juden mit Gottes Israelbund die erste und gültige Offenbarung empfangen hätten:

„Oremus et pro Judaeis; ut ad quos prius locutus est Dominus, eis tribuat in verbi sui cognitione et amore proficere.“

„Lasset uns beten für die Juden, zu denen Gott im Anfang [das erste Wort] gesprochen hat. Er gebe ihnen die Gnade, sein Wort immer tiefer zu verstehen und in der Liebe zu wachsen.“

1970 gaben die deutschen katholischen Bischöfe Handreichungen für die Liturgie der Karwoche heraus, die sich an der ersten Neufassung von 1965 orientierten und wie diese von den Verheißungen für Abraham sprachen.
Am 26. März 1970 erschien das neue Missale Romanum. Darin steht die Judenfürbitte unter der Überschrift Pro Judaeis an sechster Stelle der neun Fürbitten nach der Bitte um die Einheit der Kirche. Sie ist als Bitte um die Treue der Juden zu ihrem eigenen Glauben formuliert:

„Oremus et pro Iudaeis, ut ad quos prius locutus est Dominus Deus noster, eis tribuat in sui nominis amore et in sui foederis fidelitate proficere.
[Flectamus genua. – Levate.]
Omnipotens sempiterne Deus, qui promissiones tuas Abrahae eiusque semini contulisti, Ecclesiae tuae preces clementer exaudi, ut populus acquisitionis prioris ad redemptionis mereatur plenitudinem pervenire. Per Christum Dominum nostrum. Amen.“

Die 1971 folgenden Handreichungen der deutschen katholischen Bischöfe übersetzten sie wie folgt:

„Lasst uns auch beten für die Juden, zu denen Gott zuerst gesprochen hat, dass sie seinen Namen immer mehr lieben und in Treue fortschreiten auf dem Weg, den sein Bund ihnen gewiesen hat.
[Beuget die Knie. – Stille – Erhebet euch.]
Allmächtiger, ewiger Gott, du hast Abraham und seinen Kindern deine Verheißung gegeben. Wir bitten dich für das Volk, das du dir von alter Zeit her erwählt hast: Lass es zur Fülle des Heiles gelangen. Durch Christus, unsern Herrn.“

Am 23. September 1974 approbierte die deutsche Bischofskonferenz die deutschsprachige Ausgabe des neuen Messbuchs. Seit dem ersten Fastensonntag 1976 gilt folgende Übersetzung in allen deutschsprachigen Diözesen:

„Lasst uns auch beten für die Juden, zu denen Gott, unser Herr, zuerst gesprochen hat: Er bewahre sie in der Treue zu seinem Bund und in der Liebe zu seinem Namen, damit sie das Ziel erreichen, zu dem sein Ratschluss sie führen will.
[Beuget die Knie. – Stille – Erhebet Euch.]
Allmächtiger, ewiger Gott, du hast Abraham und seinen Kindern deine Verheißung gegeben. Erhöre das Gebet deiner Kirche für das Volk, das du als erstes zu deinem Eigentum erwählt hast: Gib, dass es zur Fülle der Erlösung gelangt. Darum bitten wir durch Christus, unseren Herrn. Amen.“

Dem folgten unter Paul VI. weitere Schritte wie die Einrichtung einer ständigen Kommission für die religiösen Beziehungen zum Judentum und Ausgabe von Richtlinien und Hinweisen für die Durchführung der Konzilserklärung Nostra Aetate (beide 1974). Vertreter des Judentums begrüßten diese Bemühungen und intensivierten daraufhin den Dialog mit den römischen Katholiken, auch auf regionaler und lokaler Ebene. Bei seiner letzten Audienz am 24. November 1976 empfing Paul VI. eine Delegation der Anti-Defamation League (ADL) und blickte auf die Fortschritte im katholisch-jüdischen Dialog zurück, die auch die Reform der Judenfürbitte ermöglicht hatten. Er erinnerte an den gemeinsamen Glaubensgrund dieser Fortschritte:

„Ja, der Gott der Gerechtigkeit und des Friedens, der Herr über das Leben, ist unser gemeinsamer Vater und der Ursprung unserer Verbrüderung. Auf Sie alle rufen wir sein Licht und seine Kraft herab.“

### Ausnahmefassung (2008)
1984 gewährte Johannes Paul II. den Diözesanbischöfen einen Indult, der es ihnen ermöglicht, Messen im Usus antiquior nach dem Messbuch von 1962 zu erlauben. Dies sollte Wünschen von lokalen Sondergruppen, den traditionellen tridentinischen Ritus zu üben, entgegenkommen. Damit blieb in Ausnahmefällen auch die von der Standardversion abweichende Version der Judenfürbitte von 1960 möglich.
Im Frühjahr 2007 kündigte der Vatikan an, dass Papst Benedikt XVI. den außerordentlichen Ritus auch ohne bischöfliche Ausnahmegenehmigung zulassen wolle. Das Zentralkomitee der deutschen Katholiken (ZdK) warnte am 4. April 2007 davor, damit auch die Version der Judenfürbitte von 1960 wieder zu rehabilitieren. Deren Wortlaut widerspreche den Aussagen von Nostra Aetate, wonach man die Juden nicht als von Gott verworfen oder verflucht darstellen dürfe. Sie zu erlauben werde eine „nachhaltige Störung des seit dem Zweiten Vatikanischen Konzil so hoffnungsvoll begonnenen katholisch-jüdischen Dialogs bewirken“. Der tridentinische Ritus sei nicht von der dahinter stehenden antijüdischen und antiökumenischen Theologie zu trennen. Eine lateinische Messe sei jederzeit auch mit dem nachkonzilischen Missale Romanum (Editio typica tertia, Rom 2002) möglich.

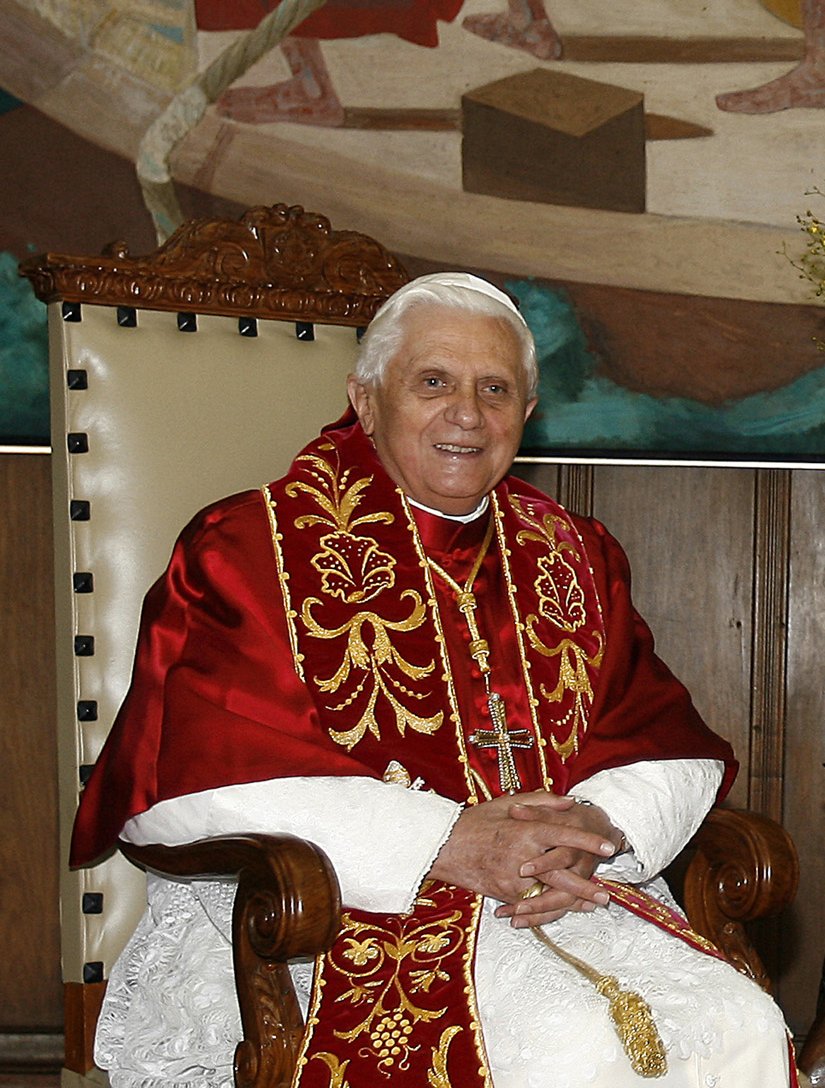
Benedikt XVI., 2007

Mit dem Motu Proprio Summorum Pontificum vom 7. Juli 2007 erlaubte Benedikt XVI. Messen nach dem Messbuch von 1962 für Ordensgemeinschaften, Gesellschaften apostolischen Lebens, zusätzliche Gottesdienste für feste Gruppen innerhalb einer Gemeinde und Personalpfarreien. Auch Privatmessen durften nun dem älteren Messbuch folgen, allerdings nicht beim Triduum Sacrum. In seinem Begleitschreiben erklärte er, er wolle damit Anhängern der Priesterbruderschaft St. Pius X. und jüngeren Katholiken entgegenkommen, die sich zur alten Liturgie hingezogen fühlten. Er betonte:

„Es gibt keinen Widerspruch zwischen der einen und der anderen Ausgabe des Missale Romanum. In der Liturgiegeschichte gibt es Wachstum und Fortschritt, aber keinen Bruch. Was früheren Generationen heilig war, bleibt auch uns heilig und groß; es kann nicht plötzlich rundum verboten oder gar schädlich sein.“

Vertreter des Judentums protestierten gegen die damit verbundene Aufwertung der vorkonzilischen Judenfürbitte. So schrieb Abraham Foxman, Leiter der ADL in den Vereinigten Staaten: Man sei äußerst enttäuscht und tief verletzt, dass der Vatikan fast 40 Jahre, nachdem er beleidigende antijüdische Sprache zu Recht aus dem Karfreitagsgottesdienst entfernt habe, Katholiken solche Worte nun als Bitte um Bekehrung der Juden wieder erlaube. Dies sei eine falsche Entscheidung zur falschen Zeit. Sie solle offenbar einen rechten Flügel zufriedenstellen, der Veränderung und Versöhnung ablehne.
Auch katholische Theologen erklärten beide Gebetsfassungen als unvereinbar und verlangten die ersatzlose Streichung der älteren Fassung. Kardinalstaatssekretär Tarcisio Bertone stellte diese am 19. Juli 2007 nach einem Gespräch mit dem Papst in Aussicht: „Das würde alle Probleme lösen.“ Am 5. Februar 2008 gab der Heilige Stuhl überraschend folgende Neuformulierung Benedikts bekannt:

„Oremus et pro Iudaeis. Ut Deus et Dominus noster illuminet corda eorum, ut agnoscant Iesum Christum salvatorem omnium hominum.
 [Oremus. Flectamus genua. – Levate.]
Omnipotens sempiterne Deus, qui vis ut omnes homines salvi fiant et ad agnitionem veritatis veniant, concede propitius, ut plenitudine gentium in Ecclesiam Tuam intrante omnis Israel salvus fiat. Per Christum Dominum nostrum. Amen.“

Die deutsche Übersetzung lautet:

„Wir wollen auch beten für die Juden. Daß unser Gott und Herr ihre Herzen erleuchte, damit sie Jesus Christus erkennen, den Heiland aller Menschen.
 [Lasset uns beten. Beuget die Knie. Erhebet Euch.]
Allmächtiger ewiger Gott, Du willst, daß alle Menschen gerettet werden und zur Erkenntnis der Wahrheit gelangen. Gewähre gnädig, daß beim Eintritt der Fülle aller Völker in Deine Kirche ganz Israel gerettet wird. Durch Christus unseren Herrn. Amen.“

Die Überschrift im Missale von 1962 Pro conversione Judaeorum blieb unverändert.

## Diskussion seit 2008

### Juden
Vertreter des Judentums fassten Benedikts Fassung besonders wegen des Einleitungssatzes fast einhellig als Missachtung ihrer Religion und offene oder heimliche Bekehrungsabsicht in antijudaistischer Tradition auf.
Riccardo Di Segni, Oberrabbiner Roms, sah darin am 6. Februar 2008 nur eine kosmetische Milderung der antijüdischen Grundhaltung von 1570, die den jüdisch-katholischen Dialog um 45 Jahre zurückwerfe. Der Kölner Rabbiner Netanel Teitelbaum fragte: „Wenn den Juden der christliche Glauben beigebracht werden soll, wozu braucht man dann Dialog?“ Für Günther Bernd Ginzel, Leiter der Kölner Gesellschaft für christlich-jüdische Zusammenarbeit, verhöhnt auch die Ausnahmefassung die Juden „in einer theologischen Form“. Sie trenne sich vom seit 1965 gültigen katholischen Konsens, die Juden als Volk Gottes zu achten, das Jesus Christus nicht anerkennen müsse. Sie öffne der Judenmission erneut Tür und Tor und sei weder von Juden noch katholischen Traditionalisten anders zu verstehen.
Der New Yorker Rabbiner und Historiker Jacob Neusner dagegen verteidigte die Bekehrungsbitte am 23. Februar 2008: Sie liege „in der Logik des Monotheismus“. Auch gläubige Juden beteten dreimal täglich darum, dass eines Tages alle Nichtjuden den Namen JHWHs anriefen, um „die Erde von den Gräueln zu befreien, wenn die Welt unter der Herrschaft des Allmächtigen vervollkommnet sein wird“. Die katholische Karfreitagsbitte, „dass beim Eintritt der Fülle der Völker in Deine Kirche ganz Israel gerettet wird“, bringe dieselbe endzeitliche Hoffnung zum Ausdruck. Darum sollten Juden daran ebenso wenig Anstoß nehmen wie Christen und Muslime an ihrem täglichen Gebet um die Bekehrung der Völker. Sonst würden sie Nichtjuden den Zugang zu diesem Gott verwehren, „den Israel aus der Torah kennt“.
Nachdem Kardinalstaatssekretär Tarcisio Bertone auf jüdische Gebete verwiesen hatte, die auch Christen verletzen könnten, widersprach Di Segni am 20. März 2008: Juden verlangten von anderen keinen Glaubensübertritt. Ihre Liturgie beziehe sich gar nicht auf Christen; entsprechende Texte seien schon vor Jahrhunderten geändert worden. Nur Respekt vor der Identität des Anderen ermögliche einen Dialog.
Henry G. Brandt, der die Allgemeine Rabbinerkonferenz Deutschland leitet, nannte die Ausnahmefassung „reaktionär“. Rabbiner Walter Homolka erinnerte an die häufige Ermordung von Juden im „wirkungsgeschichtlichen Umfeld“ mittelalterlicher Karfreitage. Angesichts dieser kirchlichen Schuld um Erleuchtung der Juden zu bitten, sei „völlig unangemessen“ und streng zurückzuweisen. Auf die Frage, ob das Christentum als missionarische Religion nicht auch Juden zu überzeugen versuchen müsse, antwortete er:

„Nein, denn die umstrittene Karfreitagsfürbitte lässt die besondere Stellung des Judentums als Gottes Volk völlig außer Acht. Gott hat uns Juden zum ‚Licht unter den Völkern‘ berufen, wir haben also sicher nicht die Erleuchtung durch die katholische Kirche nötig. Da vergreift sich die jüngere Schwester schwer im Ton.“

Charlotte Knobloch, damalige Präsidentin des Zentralrats der Juden in Deutschland, sah darin „eine subtile Aufforderung zur Judenmission“ und erklärte den Dialog mit der katholischen Kirche für ausgesetzt, bis diese die Ausnahmefassung zurückgenommen habe.
Ende März 2008 sagten Daniel Alter, Gerhard Amendt, Micha Brumlik, Walter Homolka, Rolf Verleger und weitere jüdische Referenten wegen des ungelösten Streits um die Judenfürbitte ihre Teilnahme am im Mai 2008 anstehenden 97. Deutschen Katholikentag ab.
Nach Bertones Erklärung vom 4. April 2008 bedauerte Abraham Foxman von der ADF, dass der Vatikan nicht jede Form der Judenmission ausdrücklich abgelehnt habe. Auch Riccardo Di Segni vermisste eine Klarstellung, „dass die Kirche nicht für die Bekehrung der Juden betet oder dass sie diesen Wunsch zumindest auf das Ende der Zeiten verschiebt und der alleinigen Entscheidung Gottes überlässt“.
Diese Klarstellung hatte Kardinal Walter Kasper am 20. März versucht. Dies begrüßte Walter Homolka am 19. Mai 2008 als Basis eines künftigen Dialogs, verlangte aber weiterhin die Rücknahme der Ausnahmefassung und hielt seine Absage an den Katholikentag fest: „Wir möchten weder bebetet noch missioniert werden.“
Am 15. Januar 2009 erklärte der für den katholisch-jüdischen Dialog in Italien zuständige Bischof Vincenzo Paglia, der „kleine Zwischenfall“ könne 50 Jahre Dialog nicht unterbrechen. Dieser müsse nun intensiviert werden. Die italienische Rabbinerkonferenz nahm wegen der neuen Karfreitagsfürbitte jedoch nicht am katholischen „Tag des Judentums“, dem 17. Januar 2009, teil.

### Katholische Traditionalisten
Die Piusbruderschaft, die bis heute die Fassung von 1962 betet, lehnte die neue Ausnahmefassung als überflüssiges und bedauerliches Zugeständnis an Vertreter des Judentums ab.
Die Priesterbruderschaft St. Petrus betonte, beide Ausnahmefassungen seien in paulinischer Theologie begründet: die alte durch 2 Kor 3,14 , die neue durch Röm 11,26 . Die Bitte um die „Bekehrung“ der Juden zum „Heiland aller Menschen“ abzulehnen bedeute, dem alten Bundesvolk das Heilsangebot des neuen Bundes vorzuenthalten. Wer diese Gebetsform ablehne, habe daher mit Jesus Christus selbst ein Problem.
Auch die Transalpinen Redemptoristen begrüßten die Neufassung und kündigten am 8. Februar 2008 „mit bereitwilligem Gehorsam“ ihre Übernahme an. Im Juni 2008 gewährte der Vatikan ihnen die Wiederaufnahme in die römisch-katholische Kirche.

### Vatikanvertreter und Unterstützer
Vatikanvertreter betonen die Übereinstimmung zwischen Ausnahme- und Standardfassung. Nur wenn Christen ihrem eigenen Glauben gemäß für Juden beteten, sei der Dialog zwischen ihnen möglich. So rechtfertigte Gianfranco Ravasi, Präsident des Päpstlichen Rates für die Kultur, die Neufassung am 15. Februar 2008 mit einem Zitat von Julien Green: „Es ist immer schön und legitim, dem anderen das zu wünschen, was für dich etwas Gutes oder eine Freude ist.“
Kurienkardinal Paul Josef Cordes sah in der Kritik an der Ausnahmefassung durch den Zentralrat der Juden einen grundsätzlich verständlichen Versuch der Juden in Deutschland, auf sich und ihr vergangenes Schicksal aufmerksam zu machen und auch Spannungen anzusprechen, „die zwischen den Juden und der Gesellschaft sind oder sein können“. Wenn man bedenke, dass „Christus gekommen ist, um den Menschen Heil zu bringen“, dürfe man den Christen aber nicht vorwerfen, dass sie für eine Zuwendung der Juden zu Jesus Christus beten, zumal auch messianische Juden eine Anerkennung von Jesus Christus im Judentum anstrebten.
Walter Kasper, Präsident des Päpstlichen Rates zur Förderung der Einheit der Christen, bestritt, dass der Vatikan hinter Nostra aetate zurückgefallen sei. Die Ausnahmefassung benenne nur den im NT begründeten Unterschied zwischen Christen und Juden, den auch die Standardfassung voraussetze, aber nicht thematisiert habe: Sie spreche ausdrücklich „von Jesus als dem Christus und dem Heil aller Menschen – also auch der Juden“. Diese sollten „respektieren, dass wir als Christen unserem Glauben gemäß beten, so wie wir selbstverständlich ihre Art zu beten respektieren.“ Die Bitte um Erleuchtung erwarte die Bekehrung der Juden zu Christus nur von Gott allein. Auch Paulus von Tarsus habe im Römerbrief die Bekehrung der Juden erhofft, aber erst nach der universalen Völkermission und nur im Zusammenhang der Wiederkunft Jesu Christi. Diese Glaubenshoffnung drücke die Fürbitte aus, indem sie das Kommen des endzeitlichen Shalom Gott ans Herz lege. Das schließe eine Missionsabsicht und organisierte Judenmission aus, nicht aber eine takt- und respektvolle Bezeugung Christi gegenüber Juden.
Am 4. April 2008 veröffentlichte Tarcisio Bertone eine Stellungnahme des Papstes zur Diskussion um die Ausnahmefassung. Er bekräftigte, dass diese keine Abkehr vom Zweiten Vatikanischen Konzil und von Nostra Aetate bedeute und nur eine Ausnahme bleibe. Eine theologische Erklärung der Formulierung und Antwort auf die Bitten um ihre Rücknahme erfolgte nicht.

### Kritik innerhalb der katholischen Kirche in Deutschland
In Deutschland stieß die neue Ausnahmefassung von mehreren Seiten auf Kritik. Bischof Heinrich Mussinghoff fand die Formulierung missverständlich und erinnerte an den Vorschlag der deutschen Bischofskonferenz, die lateinische Standardfassung von 1970 für den außerordentlichen Ritus zuzulassen, denn diese wahre die „Würde Israels“, indem sie die Treue der Juden zum Bund Gottes mit ihnen betone. Johannes Brosseder, katholischer Theologieprofessor mit Schwerpunkt Ökumene, sprach von einem „Rückfall in antijüdisches Denken“:

„Mit dem alten unterstellt auch der neue Text, die Herzen der Juden seien nicht erleuchtet und die Juden seien noch nicht zur Erkenntnis der Wahrheit gelangt; nach wie vor wird ihre Bekehrung zu Jesus Christus erwartet. Das neue Gebet bleibt ein Ausdruck christlicher Überheblichkeit gegenüber dem Judentum; diese vor Augen hatte schon Paulus den Christen ins Stammbuch geschrieben: ‚Nicht du trägst die Wurzel, sondern die Wurzel trägt dich‘ (Röm 11,18 ; vgl. Röm 11,11–28 ).“

Dieser Mahnung werde nur die Fassung von 1970 gerecht.
Der Gesprächskreis „Juden und Christen“ beim ZdK wies Walter Kaspers Erklärung in einem offenen Brief als „wenig überzeugend“ zurück. Der Vergleich beider Fassungen mache den Rückschritt „überdeutlich“, denn die Bitte um Erleuchtung lasse offen, ob Juden sich im Geschichtsverlauf oder bei Christi Wiederkunft zu ihm bekehren müssten, ob dies Bedingung für ihr Heil sei oder ob es für sie einen Heilsweg außerhalb der Kirche gebe:

„Bleibt es beim Gott anheim gegebenen Hoffen und Beten der Kirche für die Rettung ganz Israels, oder soll und muss die Kirche durch die Evangelisierung – gewiss ohne jede Nötigung und ohne jeden Zwang – die Juden zum Glauben an Jesus Christus und das Evangelium einladen?“

Diese Fragen habe die Standardfassung entschieden, indem sie auf Gottes Treue zu Israel vertraue:

„Jesus Christus ist nach christlichem Bekenntnis das ‚Ja und Amen‘ (2 Kor 1,20 ) der unwiderruflichen Treue Gottes zu Israel und der ganzen Welt. Dennoch gibt es – um der Treue desselben Gottes willen – ein Heil für Israel ohne Glauben an Jesus Christus.“

Darum bat der Gesprächskreis den Papst um Rücknahme der Ausnahmefassung zugunsten der einheitlichen Fassung von 1970.
Nach Bertones Erklärung fasste der katholische Pastoraltheologe Hanspeter Heinz, Leiter des Gesprächskreises „Juden und Christen“ beim ZdK, im Mai 2008 die Kritik nochmals zusammen: Benedikt habe die frühzeitige Bitte u. a. der Deutschen Bischofskonferenz, die Fassung von 1970 auch für den Ausnahmeritus vorzuschreiben, missachtet. Dies habe den Verdacht begründet, „dass ihm offenbar die Rücksichtnahme auf die Traditionalisten wichtiger ist als die Rücksichtnahme auf die Juden.“ Obwohl die Ausnahmeform nur selten verwendet werde, habe sie ein „historisches Trauma“ der Juden wachgerufen: Die alte Karfreitagsbitte habe ihre Religion über 1000 Jahre lang gezielt beleidigt und im Zusammenhang der Gottesmord-Propaganda besonders in der Karwoche ihre Existenz akut bedroht. Seit der Shoa sei die Judenmission für Juden ein besonders neuralgischer Punkt; deshalb könnten sie die Bitte um „Bekehrung zu Jesus Christus“ nur als „elementare Bedrohung ihres Jahrtausende alten Gottesbekenntnisses“ verstehen. Walter Kaspers Erklärung, „dass die Kirche Gott selbst die Initiative überlässt“, gehe aus der Bitte nicht hervor. Diese benenne Israels Erwählung zum Volk Gottes und ihre Treue zu seinem ungekündigten Bund nicht und erwecke stattdessen den Eindruck, dass ihre Anerkennung Jesu Christi Bedingung für ihr Heil sei. Sie biege den endzeitlichen Eintritt aller Völker in Gottes Reich (Röm 11,25) zum innerhistorischen Eintritt in die Kirche um. Dies sei für Juden unannehmbar: „Denn die Notwendigkeit der Bekehrung würde ihren Gottesbund nicht als vollgültigen Weg zum Heil anerkennen, sondern ihn als insuffizient abwerten, was in letzter Konsequenz die Verlässlichkeit Gottes selbst in Frage stellen würde.“ Demgegenüber machten Paulus und Jesus (Mt 7, 21) das Heil der Juden und der Christen nur vom Urteil Gottes beim Endgericht abhängig. Da der Wortlaut der Ausnahmefassung christliche Missionsabsichten nicht ausschließe, widerspreche sie dem Grundsatz der Einfachheit und Verständlichkeit in der Liturgiekonstitution von 1963, dem Grundgedanken der Standardfassung und Nostra Aetate. Sie missachte die Würde des Judentums und verhindere einen unbefangenen christlich-jüdischen Dialog. Dass der Papst die Proteste dagegen monatelang nicht beantwortet, dann trotz vielfacher Bitten die Ausnahmefassung nicht zurückgezogen und die Juden nicht um Vergebung für die dadurch verursachten Verletzungen gebeten habe, sei kaum mit seiner Denkschrift Deus caritas est vereinbar. Dennoch sei dies alles kein Grund, den gesamten Ertrag des christlich-jüdischen Dialogs seit 1965 in Frage zu stellen, sondern eine Herausforderung, ihn zu verstärken und darum zu beten, dass alle künftigen Päpste „das Volk Gottes unmissverständlich […] lehren, in Gedanken, Worten und Werken für die einst geschundenen älteren Brüder im Gottesbund einzutreten und ihnen ehrfürchtige Achtung zu erweisen.“

### Evangelische Christen
Am 9. März 2008 kritisierte der Braunschweiger Landesbischof Friedrich Weber, Beauftragter der VELKD für die Beziehungen zur römisch-katholischen Kirche, die Neufassung: Sie lasse unklar, ob „das Ja der Juden zu Jesus Christus – wann auch immer – die Bedingung für ihr Heil“ sei, oder ob Israel ohne Kirche zum Heil gelangen könne, indem die übrigen Völker Jesus Christus (und damit den Gott Israels) anerkennen. Letztere Deutung habe die Normalfassung zugelassen. Dialogpartner müssten ihren Glauben aussagen können, aber so, dass sie den Glauben anderer dabei anerkennen und respektieren. Dazu sei Kommunikation nötig, an der es vor der Änderung gefehlt habe. Das Nebeneinander von zwei gleichwertigen, inhaltlich widersprüchlichen Gebetsformen beschädige das gewachsene Vertrauen zwischen Katholiken und Juden. Deren enttäuschte Reaktionen zeigten, wie stark sie auf positive Wirkungen der Gespräche hofften. Deshalb müssten die Dialogpartner noch respektvoller miteinander umgehen, sich in ihrer Unterschiedlichkeit anerkennen und „zugleich aus dieser Grundhaltung heraus möglichst viel gemeinsam tun.“
In seinem Jahresbericht für die VELKD vom 13. Oktober 2008 stellte Friedrich Weber heraus: Der Streit um die Karfreitagsfürbitte habe gezeigt, dass die seit 2007 gleichberechtigten Messbücher von 1962 und 1970 sich nicht nur sprachlich unterschieden, sondern im Blick auf die Ökumene kaum vereinbare Theologien verträten. Er erinnerte daran, dass die Liturgiereform des Zweiten Vatikanischen Konzils auf dem reformatorischen Grundgedanken des Priestertums aller Gläubigen beruhte und die aktive Beteiligung der Gläubigen aus dem Glauben an Christi Fortwirken in der Gemeinschaft der Getauften verlangte. Diesem Kerngedanken hätten sich die Traditionalisten demonstrativ verweigert, denen Benedikt nun so weit entgegengekommen sei. Er habe schon 2003 als Kardinal einen einheitlichen römischen Ritus gefordert, der „vollständig in der Tradition des überlieferten Ritus“ stehe. Falls dieses Ziel hinter seinem Motu Proprio von 2007 stehe, „dann würden allerdings wichtige Anliegen des Zweiten Vatikanischen Konzils schleichend uminterpretiert […]“.
Die Kirchenmusikdozentin Christa Reich schrieb in einem Leserbrief am 5. April 2008:

„Das Abgründige dieses Vorgangs liegt darin, dass hier ein Papst für diejenigen um Erkenntnis bitten lässt, die viele Jahrhunderte lang aus einer für christlich gehaltenen und kirchlich sanktionierten tödlichen ‚Erkenntnis‘ heraus erniedrigt, geschmäht, verhöhnt, beraubt und zu Tode gebracht worden sind und für die der Name ‚Jesus Christus‘ von Generation zu Generation nur mit Angst und Schrecken verbunden war. […] Angesichts der Tatsache, dass nach Paulus das Gericht auch den Christen nicht erspart bleibt (Röm 2,16 ; 2 Kor 5,10 ) hätte die christliche Kirche … allen Grund, mehrere Jahrhunderte lang am Karfreitag um Vergebung für die eigene Schuld zu bitten, die sie im Hinblick auf das jüdische Volk, das Volk Jesu von Nazareth, auf sich geladen hat.“

Der damalige Ratsvorsitzende der EKD, Wolfgang Huber, wertete die neue Karfreitagsfürbitte am 12. Februar 2009 nicht als Zeichen für eine Revision des Zweiten Vatikanischen Konzils. Im Bestreben, die innerkatholische Einheit zu stärken, ebne der Papst jedoch die Unterschiede zwischen vorkonziliarer und nachkonziliarer Entwicklung ein. Dies wirke sich negativ auf die Ökumene aus.

### Weitere Entwicklung
Am 24. Januar 2009 hob Papst Benedikt XVI. die Exkommunikation von vier 1988 ungenehmigt geweihten Bischöfen der Piusbruderschaft auf, darunter die von Richard Williamson. Am selben Tag wurde bekannt, dass dieser 2008 wie schon 1988 mit Holocaustleugnung hervorgetreten war. Im Zuge der weltweiten Empörung darüber wurde die Änderung der Karfreitagsfürbitte 2008 nun umso mehr als Entgegenkommen des Papstes an die Anhänger Marcel Lefebvres und Erneuerung eines katholischen Absolutheitsanspruchs kritisiert, durch den die innerkatholischen und ökumenischen Fortschritte seit dem Zweiten Vatikanischen Konzil revidiert werden sollten.
Der Zeitungskorrespondent Paul Kreiner kommentierte die Vorgänge im Vatikan am 2. Februar 2009 wie folgt:

„Es gibt Hinweise, dass Benedikt persönlich im Fall der Traditionalisten die 'kirchliche Einheit' über alles stellt und den Rest ausblendet. Die umstrittene Karfreitagsbitte, worin der Wunsch nach einer ‚Bekehrung‘ der Juden in die Liturgie zurückkehrt, hat der Papst vergangenes Jahr eigenhändig formuliert. […]
Benedikt hätte ohne Weiteres das Karfreitagsgebet der neuen Liturgie in den 400 Jahre alten Ritus hinübernehmen können. Aber dieses verzichtet auf die Bekehrungsbitte, und so viel Neuerung wollte Benedikt den Traditionalisten nicht zumuten. […] Mit Benedikts Alleingang beim alten Ritus und mit seiner ‚Kehrtwende‘ bei der Karfreitagsbitte sahen sich zudem die vatikaninternen Freunde der Ultrakonservativen von höchster Stelle gestärkt, das Kräftespiel bekam Schlagseite – und das Unheil von Castrillón Hoyos nahm seinen Lauf.“

Walter Homolka schrieb am 4. Februar 2009:

„Jetzt zeigt sich: Wir Juden haben seit 2007, seit der Wiederzulassung der alten Messe, sehr genau gesehen, wo die Reise hingeht. […] Uns Juden geht es um die gleiche Augenhöhe und um die Selbstachtung gegenüber einer Kirche, die jahrhundertelang große Schuld auf sich geladen hat. In den siebziger Jahren hatte Kardinal Walter Kasper den Standpunkt vertreten, dass keine Notwendigkeit bestehe, Juden zu missionieren, weil sie eine authentische Offenbarung besitzen und aus der Sicht des Zweiten Vatikanischen Konzils im Bund mit Gott bleiben.“

Er erinnerte an Franz Schmidberger, den Distriktoberen der deutschen Piusbruderschaft, der aus Nostra Aetate keinen „separaten Heilsweg außerhalb des fleischgewordenen Gottes“ für die heutigen Juden ableiten wollte und ihnen eine Mitschuld am Gottesmord zuwies, solange sie sich nicht zu Christus bekehrten. Auch Bernard Fellay, der Generalobere der Piusbruderschaft, habe das Zweite Vatikanische Konzil direkt nach seinem Gespräch mit Benedikt XVI. am 29. August 2005 abgelehnt. Da Benedikt diese Richtung ohne Vorbedingung wieder aufgenommen habe, sei seine erklärte Solidarität mit den Juden nicht überzeugend.
Peter Bürger kommentierte am 5. Februar 2009:

„Da Benedikt XVI. in Sachen ‚Karfreitagsfürbitte‘ alle drängenden Proteste – namentlich aus der deutschen Kirche – unbeachtet ließ, bleibt kirchenpolitisch eigentlich nur eine Schlussfolgerung: Für die Lefebvre-Schismatiker sollte bei einer vollen Rückkehr in die Römische Kirche, wie sie jetzt durch Aufhebung der Exkommunikation eingeleitet worden ist, nicht nur die alte Tridentinische Liturgie wieder bereitstehen, sondern auch noch etwas ganz Spezifisches, das für ihre Identität sehr wesentlich ist: nämlich die Möglichkeit, ihre antijüdische Tradition gerade auch im Gottesdienst wieder zu praktizieren.“

Nach dem Abklingen der aktuellen Reaktionen blieb die Kritik an Benedikts Ausnahmefassung bestehen. Der frühere ZdK-Vorsitzende Hans Maier wiederholte am 30. März 2012 die wichtigsten Einwände: Benedikts Fassung setze das Judentum in alter Tradition durch ein angebliches Erkenntnisprivileg der Kirche herab, schließe die Judenmission nicht eindeutig aus und impliziere eine Abkehr von der Haltung Papst Pauls VI. Der Vorsitzende der Unterkommission für die religiösen Beziehungen zum Judentum bei der Deutschen Bischofskonferenz, Bischof Heinrich Mussinghoff, nahm am 21. Juni 2015 bei einer Veranstaltung anlässlich des 50. Jahrestages von Nostra aetate in Frankfurt am Main die Forderung des Vorsitzenden des Zentralrats der Juden, Josef Schuster, nach Rücknahme der Fürbitte auf und erklärte, er würde es begrüßen, wenn die Fürbitte im außerordentlichen Ritus zurückgezogen würde.

## Anglikanische Fassungen
Die Church of England, aus der die Anglikanische Gemeinschaft entstand, behielt die römisch-katholische Karfreitagsliturgie in ihrer Grundform bei, fasste aber die neun Fürbitten in drei Gebete (englisch: Collects) zusammen, die die ganze Gemeinde ohne Kniefall zu sprechen hatte. Das dritte Gebet umfasst die tradierten Bitten für Juden, Heiden (hier: „Türken“, das heißt Muslime), Ungläubige und Häretiker. Thomas Cranmer formulierte es 1549 wie folgt:

“Merciful God, who hast made all men, and hatest nothing that thou hast made, nor wouldest the death of a sinner, but rather that he should be converted and live; have mercy upon all Jews, Turks, Infidels and heretics, and take from them all ignorance, hardness of heart, and contempt of thy word: and so fetch them home, blessed Lord, to thy flock, that they may be saved among the remnant of the true Israelites, and be made one fold under one shepherd, Jesus Christ our Lord; who liveth and reignth with thee and the holy ghost, now and forever. Amen.”

Diese Fassung wurde kaum verändert in das Book of Common Prayer von 1662 aufgenommen.
Bei der Gründung der Episkopalkirche der Vereinigten Staaten von Amerika wurde diese Formulierung ebenfalls in deren eigenen Gebetbuch (1789) übernommen. In einigen Teilen der Kirche wurde der Satz zu den Juden, Türken, Ungläubigen und Häretikern seit etwa 1918 kritisiert und verändert. So ersetzte die Episcopal Diocese of Massachusetts ihn 1925 durch die Formulierung: Have mercy upon all who know Thee not. Die gesamte Episcopal Church nahm diese Kritik zum Anlass, bei der nächsten Überarbeitung des Gebetbuchs 1928 das Gebet durch folgenden Satz zu ersetzen: Have mercy upon all who know thee not as thou art revealed in the Gospel of thy Son.
Das Gebetbuch der Episcopal Church von 1979 spiegelte die liturgische Reformbewegung des 20. Jahrhunderts wider und umfasste unter anderem eine deutliche Revision der gesamten Karfreitagsliturgie. Das eigentliche Collects-Gebet wurde stark verkürzt, aber nach der Predigt wurde eine ausgedehntere Gebetsreihe (The Solemn Collects) eingeführt. Diese bitten wie 1928 für alle, die Christus noch nicht erkannt haben oder ihn und die Christen ablehnen. Dabei kann man zwischen Kniefall oder Gebet im Stehen wählen.
Die Church of England hat zwar das offizielle Gebetbuch von 1662 nicht aufgegeben, gab aber 1980 das Alternative Service Book heraus, das die dritte Karfreitagsbitte abmilderte. Es war bis 2000 neben der Fassung von 1662 in Gebrauch und wurde seither durch das Buch Common Worship ersetzt. Darin ist die Judenfürbitte entfallen. Andere Teilkirchen der anglikanischen Gemeinschaft haben jeweils auch ihre eigenen Versionen des Gebetbuch, mit unterschiedlichen Regelungen in dieser Hinsicht.

## Altkatholische Fassungen
Die Altkatholische Kirche steht liturgisch in der Tradition des römischen Ritus, führte aber aufgrund ihrer episkopal-synodalen Verfassung bereits in den 1870er Jahren liturgische Reformen durch. Dazu übertrug der altkatholische Liturgiewissenschaftler Adolf Thürlings die überlieferten Texte frei in die damalige Gegenwartssprache. So enthielt das von ihm gestaltete deutschsprachige „Altarbuch“ von 1888 keine Judenfürbitte. Die sechste und letzte Karfreitagsfürbitte bat für die ganze Menschheit darum, dass „die verblendeten und verhärteten Herzen zu neuem Leben erwachen“.
1959 erschien ein neues Altarbuch, für das Kurt Pursch die meisten Texte des Missale Romanum möglichst wortgetreu übersetzte. Es enthielt daher wieder eine Judenfürbitte:

„Lasset uns auch beten für die Juden, die sich dem Glauben verschließen, daß Gott, der Herr, den Schleier von ihren Herzen nehme, damit auch sie erkennen unsern Herrn Jesus Christus. Lasset uns beten!
Diakon: Beugen wir die Knie! (Stilles Gebet) Subdiakon: Erhebet euch!
Allmächtiger, ewiger Gott, Du schließest auch die Juden, die dir den Glauben verweigern, von Deiner Erbarmung nicht aus. Erhöre unsere Gebete, die wir vor Dir verrichten. Laß die Juden das Licht Deiner Wahrheit, das Christus ist, erkennen und entreiße sie ihrer Finsternis. Durch Ihn, unsern Herrn Jesus Christus, Deinen Sohn… A[lle]: Amen.“

Im deutschen Bistum wurde dieses Messbuch kaum verwendet, obwohl es offiziell in Kraft blieb. Denn die nachkonzilische römisch-katholische Liturgiereform ließ auch die alt-katholische Messordnung rückständig erscheinen. Deshalb duldete die Bistumsleitung den Gebrauch des Altarbuchs von 1888 und des römisch-katholischen Messbuchs von 1970/75.
1995 erschien ein neues Messbuch mit dem Titel „Eucharistiebuch“, das 2006, mit Rubriken ausgestattet, neu aufgelegt wurde. Die fünfte von acht Bitten beider Ausgaben bittet „für alle, die nicht an Christus glauben“; eine eigene Judenfürbitte fehlt.
In der Altkatholischen Kirche Österreichs gilt das Messbuch aus den 1930er Jahren, dem 1952 antijüdische Aussagen hinzugefügt wurden. Diese ließ Bernhard Heitz, Bischof von 1994 bis 2007, entfernen.
Die Christkatholische Kirche der Schweiz hatte eine Judenfürbitte, deren Formulierung aber kritisiert und oft weggelassen wurde. Das neue Gebet- und Gesangbuch von 2008 enthält im zweiten Band folgende geänderte Fassung:

„Diakon: Lasset uns beten für die Juden, dass Gott sie in seiner ewigen Treue bewahre und in der Liebe zu seinem Namen erhalte.
Gemeinde: Hör unser Flehen, o Herr und Gott.
Priester: Allmächtiger, ewiger Gott, du hast Abraham und seine Nachkommen erwählt und ihnen dein Heil verheissen. Erhöre das Gebet deiner Kirche für das Volk des alten Bundes und lass es zur Fülle der Erlösung gelangen.“